# Noah Hanifin
Noah Hanifin (né le 25 janvier 1997 à Norwood, au Massachusetts aux États-Unis) est un joueur professionnel américain de hockey sur glace évoluant au poste de défenseur.

## Biographie

### En club
En 2012, il débute avec l'United States National Development Team dans la United States Hockey League. Il passe ensuite aux Eagles de Boston College. Il est repêché à la 5e position du repêchage d'entrée dans la LNH 2015 par les Hurricanes de la Caroline. Le 11 juillet 2015, il signe son premier contrat dans la LNH avec les Hurricanes pour trois saisons. Il récolte son premier point dans la LNH le 10 octobre 2015 contre les Red Wings de Détroit. Il marque son premier but dans la LNH contre les Ducks d'Anaheim lors d'une défaite 4 à 1 le 16 novembre.
Le 23 juin 2018, il est échangé aux Flames de Calgary en compagnie de Elias Lindholm contre Dougie Hamilton, Michael Ferland et l'espoir Adam Fox.
Hanifin est échangé aux Golden Knights de Vegas le 6 mars 2024 dans une transaction à trois équipes impliquant les Flyers de Philadelphie.

## Statistiques

### En club
| Saison     | Équipe                             | Ligue      |     | Saison régulière | Saison régulière | Saison régulière | Saison régulière | Saison régulière |   | Séries éliminatoires | Séries éliminatoires | Séries éliminatoires | Séries éliminatoires | Séries éliminatoires |
| Saison     | Équipe                             | Ligue      | PJ  | B                | A                | Pts              | Pun              | PJ               | B | A                    | Pts                  | Pun                  |                      |                      |
| 2013-2014  | U.S. National Development Team U17 | USHL       | 25  | 5                | 7                | 12               | 18               | -                | - | -                    | -                    | -                    |                      |                      |
| 2013-2014  | U.S. National Development Team U18 | USHL       | 6   | 1                | 7                | 8                | 0                | -                | - | -                    | -                    | -                    |                      |                      |
| 2014-2015  | Eagles de Boston College           | NCAA       | 37  | 5                | 18               | 23               | 16               | -                | - | -                    | -                    | -                    |                      |                      |
| 2015-2016  | Hurricanes de la Caroline          | LNH        | 79  | 4                | 18               | 22               | 22               | -                | - | -                    | -                    | -                    |                      |                      |
| 2016-2017  | Hurricanes de la Caroline          | LNH        | 81  | 4                | 25               | 29               | 26               | -                | - | -                    | -                    | -                    |                      |                      |
| 2017-2018  | Hurricanes de la Caroline          | LNH        | 79  | 10               | 22               | 32               | 21               | -                | - | -                    | -                    | -                    |                      |                      |
| 2018-2019  | Flames de Calgary                  | LNH        | 80  | 5                | 28               | 33               | 12               | 5                | 0 | 1                    | 1                    | 4                    |                      |                      |
| 2019-2020  | Flames de Calgary                  | LNH        | 70  | 5                | 17               | 22               | 12               | 10               | 0 | 4                    | 4                    | 0                    |                      |                      |
| 2020-2021  | Flames de Calgary                  | LNH        | 47  | 4                | 11               | 15               | 18               | -                | - | -                    | -                    | -                    |                      |                      |
| 2021-2022  | Flames de Calgary                  | LNH        | 81  | 10               | 38               | 48               | 19               | 12               | 0 | 3                    | 3                    | 4                    |                      |                      |
| 2022-2023  | Flames de Calgary                  | LNH        | 81  | 7                | 31               | 38               | 33               | -                | - | -                    | -                    | -                    |                      |                      |
| 2023-2024  | Flames de Calgary                  | LNH        | 61  | 11               | 24               | 35               | 22               | -                | - | -                    | -                    | -                    |                      |                      |
| 2023-2024  | Golden Knights de Vegas            | LNH        | 19  | 2                | 10               | 12               | 2                | 7                | 2 | 3                    | 5                    | 0                    |                      |                      |
| 2024-2025  | Golden Knights de Vegas            | LNH        | 80  | 10               | 29               | 39               | 14               | 11               | 1 | 4                    | 5                    | 2                    |                      |                      |
| Totaux LNH | Totaux LNH                         | Totaux LNH | 758 | 72               | 253              | 325              | 201              | 45               | 3 | 15                   | 18                   | 10                   |                      |                      |

### En équipe nationale
| Année | Équipe         | Compétition                  |    | PJ | B | A | Pts | Pun           |  | Résultat |
| 2014  | États-Unis U18 | Championnat du monde -18 ans | 7  | 1  | 4 | 5 | 4   | Médaille d'or |  |          |
| 2015  | États-Unis U20 | Championnat du monde junior  | 5  | 0  | 2 | 2 | 0   | 5e place      |  |          |
| 2016  | États-Unis     | Championnat du monde         | 10 | 1  | 2 | 3 | 4   | 4e place      |  |          |
| 2017  | États-Unis     | Championnat du monde         | 8  | 0  | 2 | 2 | 2   | 5e place      |  |          |
| 2019  | États-Unis     | Championnat du monde         | 8  | 1  | 3 | 4 | 0   | 7e place      |  |          |
| 2025  | États-Unis     | Confrontation des 4 nations  | 4  | 0  | 0 | 0 | 4   | Finalistes    |  |          |

## Trophées et honneurs personnels

### Ligue nationale de hockey
- 2017-2018 : participe au 63e Match des étoiles de la LNH